# Бантенг
Бантенг (Bos javanicus) је сисар из реда Artiodactyla и фамилије шупљорожаца (Bovidae). То је врста говеда.

## Угроженост
Ова врста се сматра угроженом.

## Распрострањење
Ареал врсте Bos javanicus обухвата већи број држава. 
Врста је присутна у следећим државама: Тајланд, Мјанмар, Малезија, Индонезија, Вијетнам, Лаос и Камбоџа. Изумрла је у Брунеју, Индији и Бангладешу.

## Станиште
Станишта врсте су шуме, бамбусове шуме, мочварна подручја, травна вегетација, екосистеми ниских трава и шумски екосистеми и речни екосистеми. 
Врста је по висини распрострањена до 2100 метара надморске висине. 
Врста је присутна на подручју острва Борнео у Индонезији.

## Подврсте
- са Јаве и Балија
- са Борнеа
- из континенталног дела Азије